# Karin Stanek
Karin Stanek (Bytom, 1946. augusztus 18. – Wolfenbüttel, 2011. február 15.) lengyel énekes. A Czerwono-Czarni zenekar egyik tagja volt. Ismert volt karizmatikus előadásairól és kifejező színpadi személyiségéről, az 1960-as évek egyik legnépszerűbb lengyel előadója volt. Az 1970-es években az NSZK-ba költözött, ahol folytatta zenei karrierjét.

## Lemezei
- 1966: Malowana lala – Najpopularniejsze przeboje śpiewa Karin Stanek
- 1979: Das geballte Temperament mit der unerhörten Stimme
- 1992: Greatest Hits
- 1999: Malowana lala
- 2002: Jedziemy autostopem – Złota kolekcja
- 2003: Platynowa kolekcja – Złote przeboje
- 2003: Jimmy Joe – Polskie perły
- 2006: Platynowa kolekcja – Moje złote przeboje
- 2009: Dziewczyna z gitarą
- 2011: Autostopem z malowaną lalą